# Liste der Landtagswahlkreise in Schleswig-Holstein
Die Liste der Landtagswahlkreise in Schleswig-Holstein listet alle Wahlkreise zur Wahl des schleswig-holsteinischen Landtags auf.

## Auswirkungen auf Abgeordnete
Dem schleswig-holsteinischen Landtag gehören eine bestimmte Zahl Abgeordnete an, davon wird je Wahlkreis ein Kandidat direkt gewählt, die anderen Sitze werden über Landeslisten (Zweitstimme) gewählt. Der Wahlkreiskandidat mit relativer Mehrheit ist jeweils gewählt. Wahlkreiskandidaten haben keinen Stellvertreter. Scheidet der direkt gewählte Kandidat aus, so wird er durch einen Nachrücker von derjenigen Landesliste ersetzt, für die die ausgeschiedene Person bei der Wahl aufgetreten ist.
Das Landeswahlgesetz sieht Ausgleichsmandate vor, wenn eine Partei mehr Wahlkreisabgeordnete stellt, als ihr nach der Zweitstimme zustehen würden (Überhangmandate). Es ist also immer sichergestellt, dass die Stärke der Fraktionen dem Zweitstimmenergebnis entspricht.

## Zuschnitt der Wahlkreise
Die Wahlkreise selbst werden vom Landeswahlausschuss bestimmt. Dabei sind sie so zuzuschneiden, dass sie möglichst die gleiche Bevölkerungszahl aufweisen und ein zusammenhängendes Ganzes bilden. Gemeindegrenzen sollen nur ausnahmsweise durchschnitten werden. Solche Ausnahmen gibt es derzeit nur für Kiel und Lübeck, auf deren Stadtgebiet momentan jeweils drei Wahlkreise entfallen.

## Veränderungen
Bis einschließlich zur Landtagswahl 2005 wurde Schleswig-Holstein in 45 Wahlkreise eingeteilt. 1997 beschloss der Landtag eine Wahlrechtsänderung, durch die die Zweitstimme eingeführt wurde.
Zur Wahl 2005 wurde die Zahl der Wahlkreise auf 40 reduziert, analog dazu reduzierte man die reguläre Zahl der Abgeordneten (ohne Überhang- und Ausgleichsmandate) auf 69. Zur Landtagswahl 2009 wurde die Beschreibung der Wahlkreise geringfügig geändert, um die aus der kommunalen Verwaltungsstrukturreform entstehenden Verwaltungs- und Gebietszusammenschlüsse abzubilden. Außerdem wurde der Zuschnitt der Wahlkreise 29 und 31 geändert. Diese Änderung wurde am 11. Dezember 2007 vom Wahlkreisausschuss des Landtags beschlossen und am 11. August 2008 durch die Landeswahlleiterin korrigiert.
Zur Landtagswahl 2012 wurde die Zahl der Wahlkreise beziehungsweise Direktmandate im Rahmen einer Wahlrechtsreform auf 35 reduziert. Am 27. Mai 2011 beschloss der Wahlkreisausschuss des Landtages die dadurch notwendig gewordene Neueinteilung der Wahlkreise, dadurch verloren die Kreise Nordfriesland, Rendsburg-Eckernförde, Ostholstein und Herzogtum Lauenburg sowie die Stadt Lübeck jeweils einen Wahlkreis.
Am 22. April 2015 beschloss der Wahlkreisausschluss des Landtages eine Neueinteilung der Wahlkreise zur kommenden Landtagswahl, die aufgrund der Bevölkerungsentwicklung notwendig wurde. So wurde der Wahlkreis Lübeck-Süd wieder hergestellt, während der Wahlkreis Schleswig-Nord aufgelöst wurde. Auch andere Wahlkreise erhielten eine neue Abgrenzung und teilweise auch einen neuen Namen. Die Neueinteilung trat am 29. Mai 2015 in Kraft.

## Einteilung für die Landtagswahlen 2017 und 2022

Wahlkreiseinteilung 2017

| Nr. | Wahlkreis              | Gebiet |
| --- | ---------------------- | --- |
| 1   | Nordfriesland-Nord     | Vom Kreis Nordfriesland: Reußenköge, Sylt, Amt Föhr-Amrum, Amt Landschaft Sylt, Amt Südtondern und Amt Mittleres Nordfriesland |
| 2   | Nordfriesland-Süd      | Vom Kreis Nordfriesland: Friedrichstadt, Husum, Tönning, Amt Eiderstedt, Amt Nordsee-Treene, Amt Pellworm und Amt Viöl |
| 3   | Flensburg              | Flensburg |
| 4   | Flensburg-Land         | Vom Kreis Schleswig-Flensburg: Glücksburg (Ostsee), Handewitt, Harrislee, Amt Eggebek, Amt Hürup, Amt Langballig, Amt Mittelangeln, Amt Oeversee und Amt Schafflund                                                                                         |
| 5   | Schleswig              | Vom Kreis Schleswig-Flensburg: Kappeln, Schleswig, Amt Geltinger Bucht, Amt Haddeby, Amt Kappeln-Land, Amt Südangeln und Amt Süderbrarup |
| 6   | Dithmarschen-Schleswig | Vom Kreis Dithmarschen: Heide, Amt Kirchspielslandgemeinde Heider Umland und Amt Kirchspielslandgemeinde Eider sowie vom Kreis Schleswig-Flensburg: Amt Arensharde und Amt Kropp-Stapelholm                                                                 |
| 7   | Dithmarschen-Süd       | Vom Kreis Dithmarschen: Brunsbüttel, Amt Burg-Sankt Michaelisdonn, Amt Büsum-Wesselburen, Amt Marne-Nordsee und Amt Mitteldithmarschen |
| 8   | Eckernförde            | Vom Kreis Rendsburg-Eckernförde: Altenholz, Eckernförde, Amt Dänischenhagen, Amt Dänischer Wohld, Amt Hüttener Berge und Amt Schlei-Ostsee |
| 9   | Rendsburg-Ost          | Vom Kreis Rendsburg-Eckernförde: Kronshagen, Wasbek, Amt Achterwehr, Amt Bordesholm, Amt Flintbek, Amt Molfsee, Amt Nortorfer Land und Teile des Amtes Mittelholstein                                                                                       |
| 10  | Rendsburg              | Vom Kreis Rendsburg-Eckernförde: Büdelsdorf, Rendsburg, Amt Eiderkanal, Amt Fockbek, Amt Hohner Harde und Amt Jevenstedt |
| 11  | Neumünster             | Neumünster und vom Kreis Segeberg die Gemeinde Boostedt |
| 12  | Kiel-Nord              | Teile der Stadt Kiel westlich der Förde und nördlich der Gutenbergstraße / Brunswiker Straße |
| 13  | Kiel-West              | Teile der Stadt Kiel südlich der Gutenbergstraße / Brunswiker Straße und westlich der Bahnstrecke nach Neumünster |
| 14  | Kiel-Ost               | Teile der Stadt Kiel östlich der Bahnstrecke nach Neumünster und der Förde |
| 15  | Plön-Nord              | Vom Kreis Plön: Schwentinental, Amt Lütjenburg, Amt Probstei, Amt Schrevenborn, Amt Selent/Schlesen |
| 16  | Plön-Ostholstein       | Vom Kreis Plön: Ascheberg, Bönebüttel, Bösdorf, Plön, Preetz, Amt Bokhorst-Wankendorf, Amt Preetz-Land und Teile des Amtes Großer Plöner See sowie vom Kreis Ostholstein: Eutin, Malente und Bosau                                                          |
| 17  | Ostholstein-Nord       | Vom Kreis Ostholstein: Dahme, Fehmarn, Grömitz, Grube, Heiligenhafen, Kellenhusen (Ostsee), Neustadt in Holstein, Oldenburg in Holstein, Süsel, Amt Lensahn, Amt Oldenburg-Land und Amt Ostholstein-Mitte                                                   |
| 18  | Ostholstein-Süd        | Vom Kreis Ostholstein: Ahrensbök, Bad Schwartau, Ratekau, Scharbeutz, Stockelsdorf und Timmendorfer Strand |
| 19  | Steinburg-West         | Vom Kreis Steinburg: Glückstadt, Wilster, Amt Horst-Herzhorn, Amt Itzehoe-Land, Amt Schenefeld, Amt Wilstermarsch und Teile des Amtes Mittelholstein (Kreis Rendsburg-Eckernförde)                                                                          |
| 20  | Steinburg-Ost          | Vom Kreis Steinburg: Itzehoe, Amt Breitenburg, Amt Kellinghusen und Amt Krempermarsch |
| 21  | Elmshorn               | Vom Kreis Pinneberg: Elmshorn, Tornesch und Amt Elmshorn-Land |
| 22  | Pinneberg-Nord         | Vom Kreis Pinneberg: Barmstedt, Bönningstedt, Hasloh, Helgoland, Quickborn, Rellingen, Amt Hörnerkirchen, Amt Pinnau und Amt Rantzau |
| 23  | Pinneberg-Elbmarschen  | Vom Kreis Pinneberg: Uetersen, Wedel, Amt Geest und Marsch Südholstein |
| 24  | Pinneberg              | Vom Kreis Pinneberg: Pinneberg, Schenefeld und Halstenbek |
| 25  | Segeberg-West          | Vom Kreis Segeberg: Bad Bramstedt, Ellerau, Henstedt-Ulzburg, Kaltenkirchen, Amt Kaltenkirchen-Land und Teile des Amtes Bad Bramstedt-Land und des Amtes Kisdorf                                                                                            |
| 26  | Segeberg-Ost           | Vom Kreis Segeberg: Bad Segeberg, Wahlstedt, Amt Bornhöved, Amt Leezen, Amt Trave-Land und Teile des Amtes Boostedt-Rickling, des Amtes Itzstedt sowie Großenaspe                                                                                           |
| 27  | Norderstedt            | Vom Kreis Segeberg: Norderstedt und Teile des Amtes Kisdorf sowie vom Kreis Stormarn die Gemeinde Tangstedt |
| 28  | Stormarn-Nord          | Vom Kreis Stormarn: Bad Oldesloe, Bargteheide, Reinfeld (Holstein), Amt Bad Oldesloe-Land, Amt Bargteheide-Land und Amt Nordstormarn |
| 29  | Stormarn-Mitte         | Vom Kreis Stormarn: Ahrensburg, Ammersbek, Großhansdorf, Amt Siek und Amt Trittau |
| 30  | Stormarn-Süd           | Vom Kreis Stormarn: Glinde, Reinbek, Barsbüttel und Oststeinbek sowie vom Kreis Herzogtum Lauenburg die Gemeinde Wentorf bei Hamburg |
| 31  | Lübeck-Ost             | In etwa östlich der folgenden Linie: Wakenitz bis Lübecker Yacht-Club – Heiligen-Geist-Kamp – Sandberg – Ballastkuhle – Untertrave – Schwartau |
| 32  | Lübeck-West            | In etwa nördlich der folgenden Linie: Trave – Kanal-Trave – Alte Trave – Stadtgraben – Wallhafen – Klughafen – Falkendamm – Lübecker Yacht-Club; sowie westlich der folgenden Linie: Heiligen-Geist-Kamp – Sandberg – Ballastkuhle – Untertrave – Schwartau |
| 33  | Lübeck-Süd             | Restliches Gebiet der Stadt Lübeck, das weder von Wahlkreis 31 noch von Wahlkreis 32 erfasst ist |
| 34  | Lauenburg-Nord         | Vom Kreis Herzogtum Lauenburg: Mölln, Ratzeburg, Amt Berkenthin, Amt Breitenfelde, Amt Büchen, Amt Lauenburgische Seen und Amt Sandesneben-Nusse |
| 35  | Lauenburg-Süd          | Vom Kreis Herzogtum Lauenburg: Geesthacht, Lauenburg/Elbe, Schwarzenbek, Amt Lütau, Amt Hohe Elbgeest und Amt Schwarzenbek-Land |

## Einteilung 2012

Wahlkreiseinteilung 2012

| Nr. | Wahlkreis             | Gebiet |
| --- | --------------------- | --- |
| 1   | Südtondern            | Vom Kreis Nordfriesland: Sylt, Amt Föhr-Amrum, Amt Landschaft Sylt, Amt Südtondern und Teile des Amtes Mittleres Nordfriesland |
| 2   | Husum                 | Vom Kreis Nordfriesland: Friedrichstadt, Husum, Reußenköge, Tönning, Amt Eiderstedt, Amt Nordsee-Treene, Amt Pellworm, Amt Viöl und Teile des Amtes Mittleres Nordfriesland                                                                                             |
| 3   | Flensburg             | Flensburg |
| 4   | Flensburg-Land        | Vom Kreis Schleswig-Flensburg: Glücksburg (Ostsee), Handewitt, Harrislee, Amt Eggebek, Amt Hürup, Amt Langballig und Amt Schafflund |
| 5   | Schleswig-Nord        | Vom Kreis Schleswig-Flensburg: Kappeln, Amt Arensharde, Amt Geltinger Bucht, Amt Kappeln-Land, Amt Mittelangeln, Amt Oeversee und Teile des Amtes Südangeln |
| 6   | Schleswig             | Vom Kreis Schleswig-Flensburg: Schleswig, Amt Haddeby, Amt Kropp-Stapelholm, Amt Süderbrarup und Teile des Amtes Südangeln |
| 7   | Dithmarschen-Nord     | Vom Kreis Dithmarschen: Heide, Amt Büsum-Wesselburen, Amt Kirchspielslandgemeinde Heider Umland und Amt Kirchspielslandgemeinde Eider |
| 8   | Dithmarschen-Süd      | Vom Kreis Dithmarschen: Brunsbüttel, Amt Burg-Sankt Michaelisdonn, Amt Marne-Nordsee und Amt Mitteldithmarschen |
| 9   | Eckernförde           | Vom Kreis Rendsburg-Eckernförde: Eckernförde, Altenholz, Amt Dänischenhagen, Amt Dänischer Wohld, Amt Hüttener Berge und Amt Schlei-Ostsee |
| 10  | Rendsburg-Ost         | Vom Kreis Rendsburg-Eckernförde: Kronshagen, Wasbek, Amt Achterwehr, Amt Aukrug, Amt Bordesholm, Amt Eiderkanal, Amt Flintbek, Amt Molfsee und Amt Nortorfer Land |
| 11  | Rendsburg             | Vom Kreis Rendsburg-Eckernförde: Büdelsdorf, Hohenwestedt, Rendsburg, Amt Fockbek Amt Hanerau-Hademarschen, Amt Hohenwestedt-Land, Amt Hohner Harde und Amt Jevenstedt                                                                                                  |
| 12  | Neumünster            | Neumünster und vom Kreis Segeberg die Gemeinde Boostedt |
| 13  | Kiel-Nord             | Teile der Stadt Kiel westlich der Förde und nördlich der Gutenbergstraße / Brunswiker Straße |
| 14  | Kiel-West             | Teile der Stadt Kiel südlich der Gutenbergstraße / Brunswiker Straße und westlich der Bahnstrecke nach Neumünster |
| 15  | Kiel-Ost              | Teile der Stadt Kiel östlich der Bahnstrecke nach Neumünster und der Förde |
| 16  | Plön-Nord / Malente   | Vom Kreis Plön: Amt Lütjenburg, Amt Probstei, Amt Schrevenborn, Amt Selent/Schlesen, von Schwentinental die ehemalige Gemeinde Klausdorf sowie Teile des Amtes Großer Plöner See und des Amtes Preetz-Land und vom Kreis Ostholstein die Gemeinde Malente               |
| 17  | Plön-Süd / Eutin      | Vom Kreis Plön: Bönebüttel, Plön, Preetz, Amt Bokhorst-Wankendorf, von Schwentinental die ehemalige Gemeinde Raisdorf sowie Teile des Amtes Preetz-Land und des Amtes Großer Plöner See und vom Kreis Ostholstein die Stadt Eutin und die Gemeinden Ahrensbök und Bosau |
| 18  | Ostholstein-Nord      | Vom Kreis Ostholstein: Fehmarn, Heiligenhafen, Neustadt in Holstein, Oldenburg in Holstein, Dahme, Grube, Grömitz, Kellenhusen (Ostsee), Süsel, Amt Lensahn, Amt Oldenburg-Land und Amt Ostholstein-Mitte                                                               |
| 19  | Ostholstein-Süd       | Vom Kreis Ostholstein: Bad Schwartau, Ratekau, Scharbeutz, Stockelsdorf und Timmendorfer Strand sowie Teile von Lübeck |
| 20  | Steinburg-West        | Vom Kreis Steinburg: Glückstadt, Wilster, Amt Horst-Herzhorn, Amt Krempermarsch, Amt Schenefeld, Amt Wilstermarsch und Teile des Amtes Itzehoe-Land |
| 21  | Steinburg-Ost         | Vom Kreis Steinburg: Itzehoe, Amt Breitenburg, Amt Kellinghusen und Teile des Amtes Itzehoe-Land |
| 22  | Elmshorn              | Vom Kreis Pinneberg: Elmshorn, Tornesch, Amt Elmshorn-Land und Appen |
| 23  | Pinneberg-Nord        | Vom Kreis Pinneberg: Barmstedt, Quickborn, Helgoland, Rellingen, Amt Hörnerkirchen, Amt Pinnau und Amt Rantzau |
| 24  | Pinneberg-Elbmarschen | Vom Kreis Pinneberg: Uetersen, Wedel, Amt Haseldorf und Teile des Amtes Moorrege |
| 25  | Pinneberg             | Vom Kreis Pinneberg: Pinneberg, Schenefeld und Halstenbek |
| 26  | Segeberg-West         | Vom Kreis Segeberg: Bad Bramstedt, Kaltenkirchen, Ellerau, Henstedt-Ulzburg, Amt Kaltenkirchen-Land und Teile des Amtes Bad Bramstedt-Land und des Amtes Kisdorf |
| 27  | Segeberg-Ost          | Vom Kreis Segeberg: Bad Segeberg, Wahlstedt, Amt Bornhöved, Amt Leezen, Amt Trave-Land und Teile des Amtes Itzstedt, des Amtes Boostedt-Rickling sowie Großenaspe |
| 28  | Norderstedt           | Vom Kreis Segeberg: Norderstedt und Teile des Amtes Kisdorf; vom Kreis Stormarn die Gemeinde Tangstedt |
| 29  | Stormarn-Nord         | Vom Kreis Stormarn: Bad Oldesloe, Bargteheide, Reinfeld (Holstein), Amt Bad Oldesloe-Land, Amt Bargteheide-Land und Amt Nordstormarn |
| 30  | Stormarn-Mitte        | Vom Kreis Stormarn: Ahrensburg, Ammersbek, Großhansdorf, Amt Siek und Amt Trittau |
| 31  | Stormarn-Süd          | Vom Kreis Stormarn: Glinde, Reinbek, Barsbüttel und Oststeinbek sowie vom Kreis Herzogtum Lauenburg die Gemeinde Wentorf bei Hamburg |
| 32  | Lübeck-West           | Teile der Stadt Lübeck |
| 33  | Lübeck-Ost            | Teile der Stadt Lübeck |
| 34  | Lauenburg-Nord        | Vom Kreis Herzogtum Lauenburg: Mölln, Ratzeburg, Amt Berkenthin, Amt Breitenfelde, Amt Büchen, Amt Lauenburgische Seen und Amt Sandesneben-Nusse |
| 35  | Lauenburg-Süd         | Vom Kreis Herzogtum Lauenburg: Geesthacht, Lauenburg/Elbe, Schwarzenbek, Amt Lütau, Amt Hohe Elbgeest und Amt Schwarzenbek-Land |

## Einteilung 2005 und 2009

Wahlkreiseinteilung 2009

| Nr. | Wahlkreis             | Gebiet |
| --- | --------------------- | --- |
| 1   | Südtondern            | Vom Kreis Nordfriesland: Westerland, Amt Föhr-Amrum, Amt Landschaft Sylt und Teile des Amt Südtondern                                                                                  |
| 2   | Husum-Land            | Vom Kreis Nordfriesland: Reußenköge, Amt Mittleres Nordfriesland, Amt Pellworm, Amt Viöl und Teile des Amt Südtondern und des Amt Nordsee-Treene                                       |
| 3   | Husum-Eiderstedt      | Vom Kreis Nordfriesland: Husum, Tönning, Friedrichstadt, Amt Eiderstedt und Teile des Amt Nordsee-Treene                                                                               |
| 4   | Flensburg             | Flensburg |
| 5   | Flensburg-Land        | Vom Kreis Schleswig-Flensburg: Glücksburg (Ostsee), Handewitt, Harrislee, Amt Eggebek, Amt Hürup, Amt Langballig, Amt Oeversee und Amt Schafflund                                      |
| 6   | Schleswig-Nord        | Vom Kreis Schleswig-Flensburg: Kappeln, Amt Arensharde, Amt Geltinger Bucht, Amt Kappeln-Land, Amt Mittelangeln und Teile des Amt Südangeln                                            |
| 7   | Schleswig             | Vom Kreis Schleswig-Flensburg: Schleswig, Amt Haddeby, Amt Kropp-Stapelholm, Amt Süderbrarup und Teile des Amt Südangeln                                                               |
| 8   | Dithmarschen-Nord     | Vom Kreis Dithmarschen: Heide, Amt Büsum-Wesselburen, Amt Kirchspielslandgemeinde Heider Umland und Amt Kirchspielslandgemeinde Eider                                                  |
| 9   | Dithmarschen-Süd      | Vom Kreis Dithmarschen: Brunsbüttel, Amt Burg-Sankt Michaelisdonn, Amt Marne-Nordsee und Amt Mitteldithmarschen                                                                        |
| 10  | Eckernförde           | Vom Kreis Rendsburg-Eckernförde: Eckernförde, Amt Eiderkanal, Amt Hüttener Berge und Amt Schlei-Ostsee                                                                                 |
| 11  | Rendsburg             | Vom Kreis Rendsburg-Eckernförde: Büdelsdorf, Rendsburg, Amt Fockbek und Amt Jevenstedt                                                                                                 |
| 12  | Rendsburg-Süd         | Vom Kreis Rendsburg-Eckernförde: Hohenwestedt, Amt Aukrug, Amt Bordesholm, Amt Hanerau-Hademarschen, Amt Hohenwestedt-Land, Amt Hohner Harde und Amt Nortorfer Land                    |
| 13  | Rendsburg-Ost         | Vom Kreis Rendsburg-Eckernförde: Altenholz, Kronshagen, Amt Achterwehr, Amt Dänischenhagen, Amt Dänischer Wohld, Amt Flintbek und Amt Molfsee                                          |
| 14  | Neumünster            | Neumünster und vom Kreis Segeberg die Gemeinde Boostedt |
| 15  | Kiel-Nord             | Teile der Stadt Kiel westlich der Förde und nördlich der Gutenbergstraße/Brunswiker Straße                                                                                             |
| 16  | Kiel-West             | Teile der Stadt Kiel südlich der Gutenbergstraße/Brunswiker Straße und westlich der Bahnstrecke nach Neumünster                                                                        |
| 17  | Kiel-Ost              | Teile der Stadt Kiel östlich der Bahnstrecke nach Neumünster und der Förde |
| 18  | Plön-Nord             | Vom Kreis Plön: Klausdorf, Amt Lütjenburg, Amt Probstei, Amt Schrevenborn und Amt Selent/Schlesen                                                                                      |
| 19  | Plön-Süd              | Vom Kreis Plön: Plön, Preetz, Raisdorf, Amt Bokhorst-Wankendorf, Amt Preetz-Land und Teile des Amt Großer Plöner See                                                                   |
| 20  | Oldenburg             | Vom Kreis Ostholstein: Fehmarn, Heiligenhafen, Oldenburg in Holstein, Dahme, Grube, Grömitz, Kellenhusen (Ostsee), Amt Lensahn, Amt Oldenburg-Land und Teile des Amt Ostholstein-Mitte |
| 21  | Eutin-Nord            | Vom Kreis Ostholstein: Eutin, Neustadt in Holstein, Ahrensbök, Malente, Süsel, Teile des Amt Ostholstein-Mitte sowie Bosau                                                             |
| 22  | Eutin-Süd             | Vom Kreis Ostholstein: Bad Schwartau, Ratekau, Scharbeutz, Stockelsdorf und Timmendorfer Strand                                                                                        |
| 23  | Steinburg-West        | Vom Kreis Steinburg: Glückstadt, Wilster, Amt Horst-Herzhorn, Amt Krempermarsch, Amt Schenefeld, Amt Wilstermarsch und Teile des Amt Itzehoe-Land                                      |
| 24  | Steinburg-Ost         | Vom Kreis Steinburg: Itzehoe, Amt Breitenburg, Amt Kellinghusen und Teile des Amt Itzehoe-Land                                                                                         |
| 25  | Elmshorn              | Vom Kreis Pinneberg: Elmshorn, Tornesch, Amt Elmshorn-Land und Appen |
| 26  | Pinneberg-Nord        | Vom Kreis Pinneberg: Barmstedt, Quickborn, Helgoland, Rellingen, Amt Hörnerkirchen, Amt Pinnau und Amt Rantzau                                                                         |
| 27  | Pinneberg-Elbmarschen | Vom Kreis Pinneberg: Uetersen, Wedel, Amt Haseldorf und Teile des Amt Moorrege |
| 28  | Pinneberg             | Vom Kreis Pinneberg: Pinneberg, Schenefeld und Halstenbek |
| 29  | Segeberg-West         | Vom Kreis Segeberg: Bad Bramstedt, Kaltenkirchen, Ellerau, Henstedt-Ulzburg, Amt Kaltenkirchen-Land und Teile des Amt Bad Bramstedt-Land und des Amt Kisdorf                           |
| 30  | Segeberg-Ost          | Vom Kreis Segeberg: Bad Segeberg, Wahlstedt, Amt Bornhöved, Amt Leezen, Amt Trave-Land und Teile des Amt Itzstedt, des Amt Rickling sowie Großenaspe                                   |
| 31  | Norderstedt           | Vom Kreis Segeberg: Norderstedt und Teile des Amt Kisdorf; vom Kreis Stormarn die Gemeinde Tangstedt                                                                                   |
| 32  | Stormarn              | Vom Kreis Stormarn: Bad Oldesloe, Bargteheide, Reinfeld (Holstein), Amt Bad Oldesloe-Land, Amt Bargteheide-Land und Amt Nordstormarn                                                   |
| 33  | Ahrensburg            | Vom Kreis Stormarn: Ahrensburg, Ammersbek, Großhansdorf, Amt Siek und Amt Trittau |
| 34  | Reinbek               | Vom Kreis Stormarn: Glinde, Reinbek, Barsbüttel und Oststeinbek |
| 35  | Lübeck-West           | Teile der Stadt Lübeck nordwestlich der Trave bzw. des Travekanals, des Stadtgrabens und der Schwartau                                                                                 |
| 36  | Lübeck-Ost            | Teile der Stadt Lübeck östlich von Kanal-Trave und Schwartau und nördlich der Wakenitz                                                                                                 |
| 37  | Lübeck-Süd            | Teile der Stadt Lübeck südlich der Wakenitz und der Trave bzw. des Travekanals sowie die Innenstadt zwischen Stadtgraben und Kanal-Trave                                               |
| 38  | Lauenburg-Nord        | Vom Kreis Herzogtum Lauenburg: Mölln, Ratzeburg, Amt Berkenthin, Amt Sandesneben-Nusse und Teile des Amt Lauenburgische Seen                                                           |
| 39  | Lauenburg-Mitte       | Vom Kreis Herzogtum Lauenburg: Schwarzenbek, Wentorf bei Hamburg, Amt Breitenfelde, Amt Büchen, Amt Schwarzenbek-Land und Teile des Amt Hohe Elbgeest und des Amt Lauenburgische Seen  |
| 40  | Lauenburg-Süd         | Vom Kreis Herzogtum Lauenburg: Geesthacht, Lauenburg/Elbe, Amt Lütau und Teile des Amt Hohe Elbgeest                                                                                   |